# 敬懐皇后
敬懐皇后（けいかいこうごう、生没年不詳）は、三国時代の呉の孫権の夫人（側室）。荊州南陽郡の出身。姓は王。王夫人と呼ばれた。呉の第3代皇帝である孫休の母。孫和の母の王夫人（大懿皇后）とは別人である。

## 生涯
選を経て後宮に入った。嘉禾4年（235年）、孫休を産んだ。
赤烏5年（242年）、孫和が皇太子となり、その生母が重んじられるようになると、王夫人は宮中を退出して公安に移住した。そのまま公安で生涯を終え、棺も公安に埋葬された。
永安元年（258年）、孫休は即位すると使者を遣わし、王氏に敬懐皇后の諡号を贈って追尊するとともに、敬陵に改葬した。王氏の家には跡継ぎがいなかったため、異父弟の文雍が亭侯に封ぜられた。
小説『三国志演義』には登場しない。